# Wukongopterus
Wukongopterus lii
Genre
Espèce
Wukongopterus est un genre fossile de ptérosaures de la famille des Wukongopteridae, à laquelle il a donné son nom. Il a été découvert dans la formation de Tiaojishan datée du Jurassique moyen à supérieur, dans l'ouest de la province du Liaoning, près du site du Linglongta, dans le Nord-Est de la Chine.
Une seule espèce est rattachée au genre, Wukongopterus lii, décrite en 2009 par Xiaolin Wang, Alexander Kellner, Shunxing Jiang et Xi Meng.

## Description

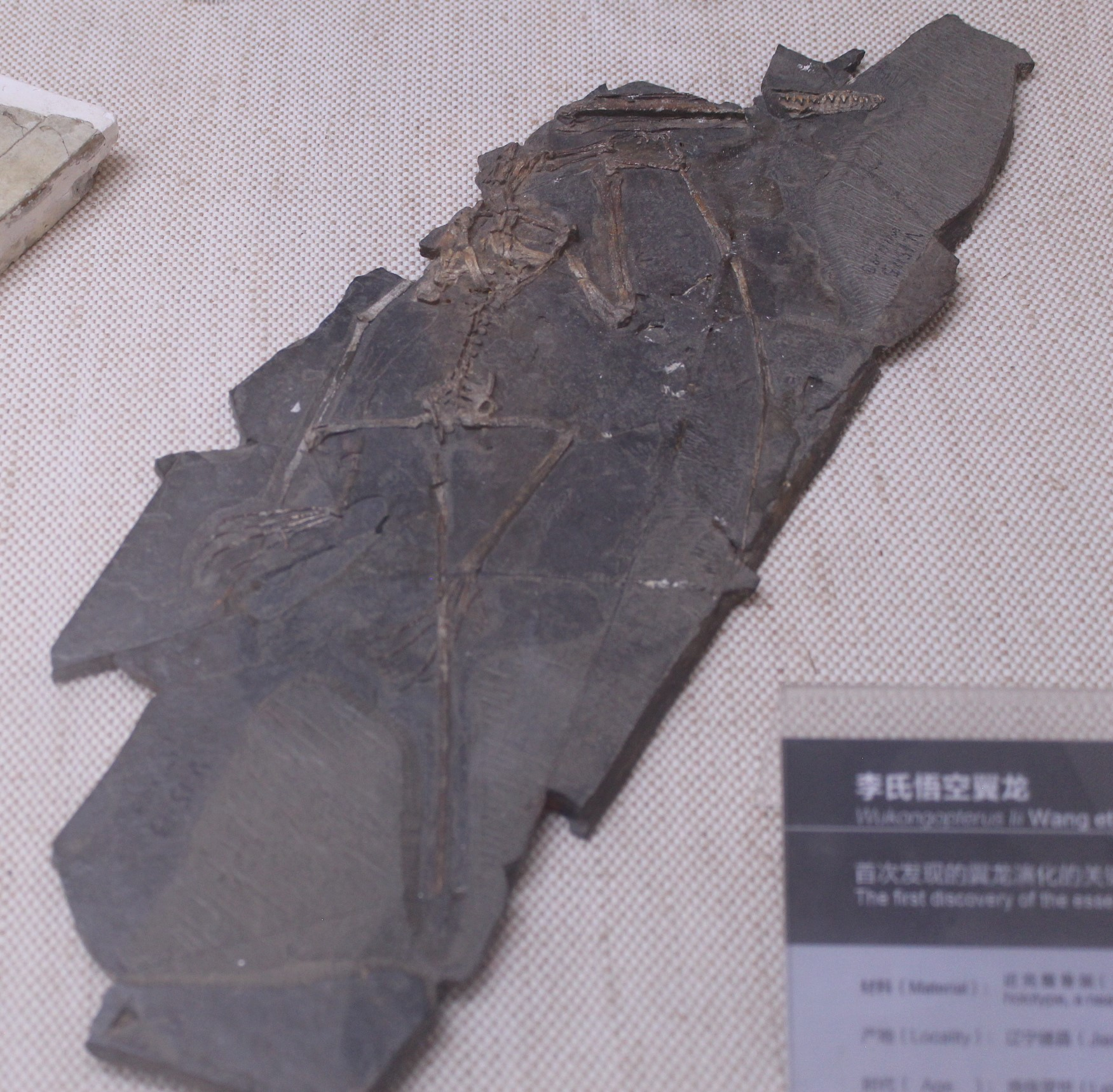
Fossile holotype de Wukongopterus.

Le genre est basé sur l'holotype référencé IVPP V15113, un squelette quasi complet mais écrasé dont il manque l'arrière et le milieu du crâne. C'est un ptérosaure avec une envergure de 73 centimètres. L'individu semble avoir eu un tibia fracturé au cours de sa vie. Wukongopterus devait posséder un uropatagium, une membrane tendu entre ses pattes arrière.

## Classification
Le nom valide complet (avec auteur) de ce taxon est Wukongopterus Wang (d), Alexander Kellner, Jiang (d) & Meng (d), 2009.
Ce genre est original par le mélange qu'il présente entre des caractères des ptérosaures basaux du groupe informel paraphylétique des rhamphorhynchoïdes, à queue relativement longue et à poignets courts (métacarpes), et ceux plus dérivés du groupe des ptérodactyloïdes à queue courte avec de longs poignets défini par une autapomorphie : la possession de métacarpes longs d'au moins 80% de taille de leur humérus.
Ce mélange de caractéristiques se retrouve chez l'ensemble des wukongopteridés.